# بخش مرکزی شهرستان زهک
بخش مرکزی شهرستان زهک یکی از بخش‌های شهرستان زهک در استان سیستان و بلوچستان ایران است.

## تقسیمات کشوری
- بخش مرکزی شهرستان زهک
  - دهستان خواجه احمد
  - دهستان زهک

شهر: زهک

## جمعیت
بنابر سرشماری مرکز آمار ایران، جمعیت بخش مرکزی شهرستان زهک در سال ۱۳۸۵ برابر با ۵۰۳۳۴ نفر بوده است.